# Karanglangit
Karanglangit is een bestuurslaag in het regentschap Lamongan van de provincie Oost-Java, Indonesië. Karanglangit telt 2818 inwoners (volkstelling 2010).